# Исландско-норвежские отношения
Исландско-норвежские отношения — двусторонние дипломатические отношения между Исландией и Норвегией. Государства являются членами Организации Объединённых Наций, Совета Европы, Северного совета, НАТО, Совета государств Балтийского моря, Европейской ассоциации свободной торговли, Всемирной торговой организации (ВТО) и Организации экономического сотрудничества и развития.

## История

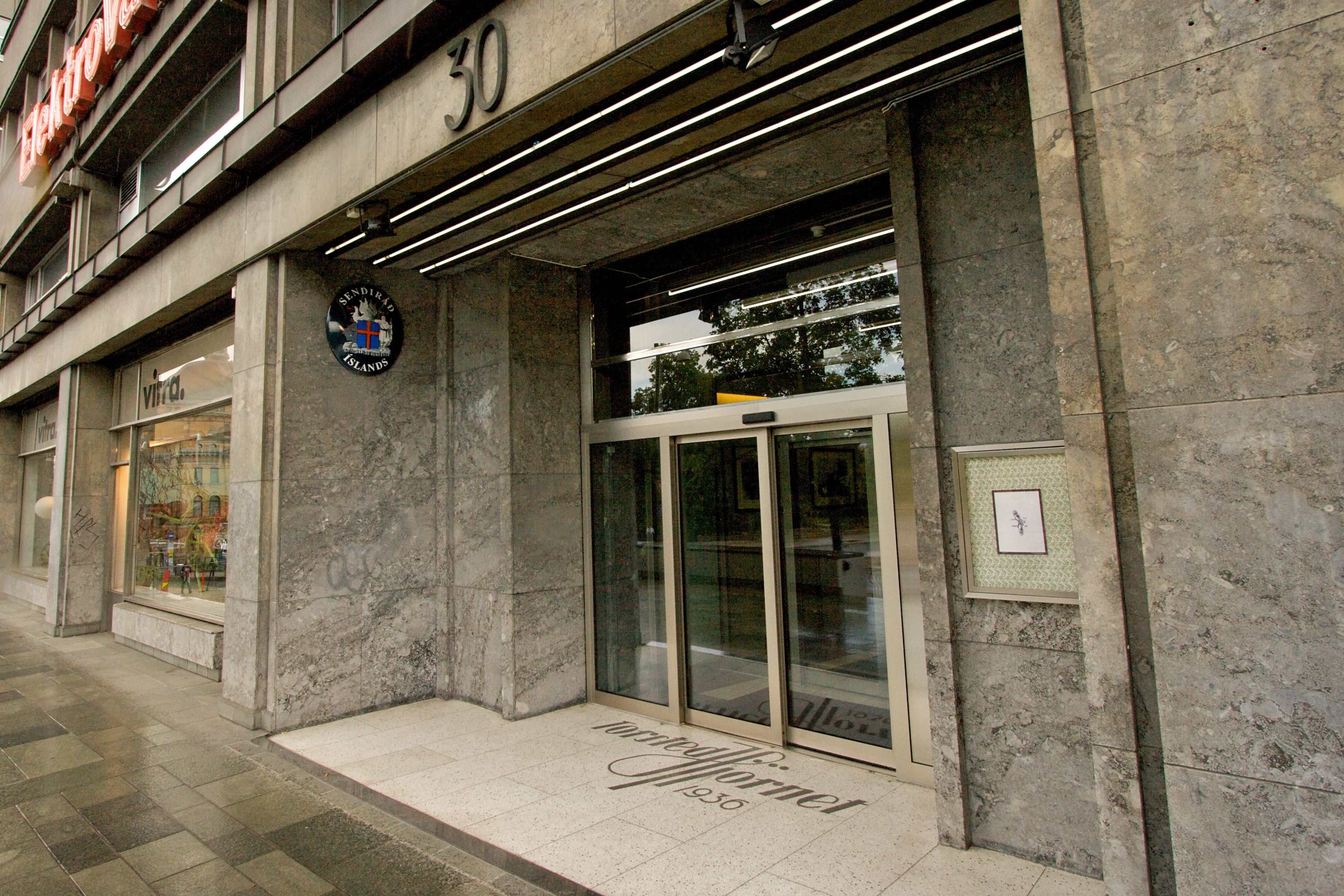
Посольство Исландии в Осло

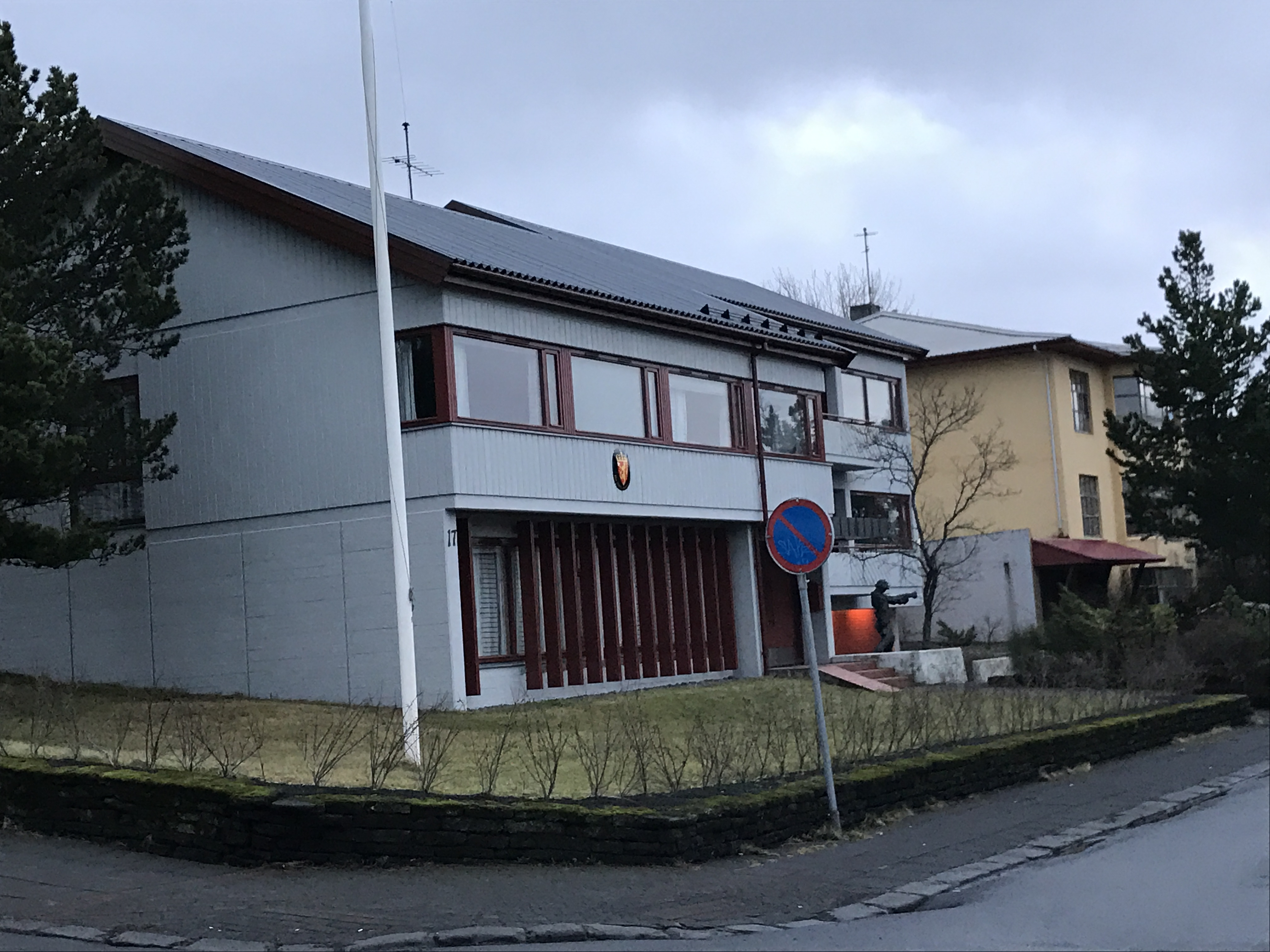
Посольство Норвегии в Рейкъявике

Исландия была заселена в средние века в основном норвежцами и кельтскими рабами. Первый поселенец Ингольф Арнарсон прибыл в 874 году, а большинство поселенцев прибыли между 880 и 910 годами. Исландия и Норвегия образовали общую норвежскую культурную область в Северном море, и большая часть истории Норвегии была описана исландским писателем Снорри Стурлусоном. Исландия находилось под правлением Норвегии до образования Кальмарской унии в 1380 году, которая объединила три королевства: Данию, Норвегию (с Исландией, Гренландией, Фарерскими островами, Шетландскими и Оркнейскими островами) и Швецию (включая часть Финляндии) под единым монархом. Кальмарская уния распалась, когда Дания в одностороннем порядке объявила Норвегию своей провинцией и возникла Датско-норвежская уния с явным преобладанием Дании. Норвегия сохранила собственные законы и некоторые государственные институты, но бывшие норвежские территории — Исландия, Гренландия, Фарерские острова — перешли во владение Дании. В 1814 году Дания была вынуждена передать Норвегию королю Швеции, тогда как Исландия оставалась частью Дании до 1944 года. Гренландия осталась частью Королевства Дании.

## Экономика

### Китобойный промысел
Государства имеют общую историю в отношении китобойного промысла и часто объединяли усилия с Японией, чтобы противостоять международному движению по сокращению масштабов коммерческого китобойного промысла. Государства выступили против подписания Конвенции о международной торговле видами дикой фауны и флоры, находящимися под угрозой исчезновения, которая запрещает торговлю китовым мясом. The High North Alliance, представляющий китобоев, моряков и рыбаков Арктики, заявил: «Это законный импорт и законный экспорт, и в будущем может дать доступ к рынку, который действительно велик как для норвежских, так и для исландских китобоев».
В 1992 году Исландия и Норвегия объявили, что возобновят коммерческий китобойный промысел определённых видов после окончания 6-летнего моратория.
В 2002 году Норвегия объявила, что разрешит китобойной компании экспортировать 10-15 тонн продукции из малых полосатиков в Исландию. Этот шаг был осужден британским правительством, поскольку популяция малых полосатиков находится в международном списке вымирающих видов. В 2006 году министерство рыболовства Исландии объявило, что снова разрешит коммерческий китобойный промысел, что сделало Исландию второй страной после Норвегии, где охотятся на китов в коммерческих целях.

### Экономическая помощь
В связи с исландским финансовым кризисом 2008—2011 годов правительство Норвегии предоставило Исландии 5-летний кредит в размере 500 миллионов евро для стабилизации исландской кроны в ноябре 2008 года. Министр иностранных дел Норвегии Йонас Гар Стёре заявил после встречи с премьер-министром Исландии Гейром Хаарде, что он хочет продемонстрировать поддержку международной инициативе и оказать поддержку Исландии в ближайшем будущем.

## Внешняя политика и оборона
24 апреля 2007 года государства подписали соглашение, охватывающее наблюдение и военную оборону воздушного пространства и экономической зоны Исландии. Норвежские истребители и разведывательные самолёты стали патрулировать воздушное пространство Исландии. Военное соглашение с Норвегией распространяется только на мирное время. В случае военного конфликта основную ответственность за оборону Исландии по-прежнему будут нести НАТО и правительство США. Соглашение было подписано после принятия решения о выводе американских военных с военно-морской авиабазы Кеблавик в 2006 году.

## Дипломатические представительства
- Исландия имеет посольство в Осло[11].
- Норвегия содержит посольство в Рейкьявике[12].